# 인천 미추홀구의 국회의원

## 행정구역 변천
- 1968년 1월 1일 경기도 인천시 남구 설치
- 1981년 7월 1일 인천직할시 남구
- 1988년 1월 1일 남구 구월동·간석동·남촌동·만수동·장수동·서창동·운연동·도림동·수산동·논현동·고잔동·선학동 일부·동춘동 일부가 남동구로 분구
- 1995년 1월 1일 인천광역시 남구
- 1995년 3월 1일 남구 옥련동·선학동·연수동·청학동·동춘동·송도동이 연수구로 분구
- 2018년 7월 1일 미추홀구로 개칭

## 인천 미추홀구의 역대 국회의원 일람
| 대수                 | 이름           | 소속정당     | 임기                               | 선거구역 |
| -------------------- | -------------- | ------------ | ---------------------------------- | --- |
| 제8대                | 김은하(金殷夏) | 신민당       | 1971년 7월 1일 - 1972년 10월 17일  | 인천시 남구 일원(제2선거구) |
| 제9대                | 김은하(金殷夏) | 신민당       | 1973년 3월 12일 - 1979년 3월 11일  | 인천시 일원(제1선거구) |
| 제9대                | 류승원(柳承源) | 민주공화당   | 1973년 3월 12일 - 1979년 3월 11일  | 인천시 일원(제1선거구) |
| 제10대               | 김은하(金殷夏) | 신민당       | 1979년 3월 12일 - 1980년 10월 27일 | 인천시 일원(제1선거구) |
| 제10대               | 류승원(柳承源) | 민주공화당   | 1979년 3월 12일 - 1980년 10월 27일 | 인천시 일원(제1선거구) |
| 제11대               | 맹은재(孟殷在) | 민주정의당   | 1981년 4월 11일 - 1985년 4월 10일  | 인천시 중구·남구 일원(제1선거구) |
| 제11대               | 김은하(金殷夏) | 민주한국당   | 1981년 4월 11일 - 1985년 4월 10일  | 인천시 중구·남구 일원(제1선거구) |
| 제12대               | 심정구(沈晶求) | 민주정의당   | 1985년 4월 11일 - 1988년 5월 29일  | 중구·남구 일원(제1선거구) |
| 제12대               | 명화섭(明華燮) | 신한민주당   | 1985년 4월 11일 - 1988년 5월 29일  | 중구·남구 일원(제1선거구) |
| 제13대               | 심정구(沈晶求) | 민주정의당   | 1988년 5월 30일 - 1992년 5월 29일  | 남구 갑: 도화1동, 도화2동, 도화3동, 주안1동, 주안2동, 주안3동, 주안4동, 주안5동, 주안6동, 주안7동, 주안8동, 문학동, 선학동              |
| 제13대               | 이강희(李康熙) | 민주정의당   | 1988년 5월 30일 - 1992년 5월 29일  | 남구 을: 숭의1동, 숭의2동, 숭의3동, 숭의4동, 용현1동, 용현2동, 용현3동, 용현4동, 용현5동, 학익1동, 학익2동, 옥련동, 연수동, 동춘동      |
| 제14대               | 심정구(沈晶求) | 민주자유당   | 1992년 5월 30일 - 1996년 5월 29일  | 남구 갑: 도화1동, 도화2동, 도화3동, 주안1동, 주안2동, 주안3동, 주안4동, 주안5동, 주안6동, 주안7동, 주안8동, 문학동, 선학동              |
| 제14대               | 하근수(河根壽) | 민주당       | 1992년 5월 30일 - 1996년 5월 29일  | 남구 을: 숭의1동, 숭의2동, 숭의3동, 숭의4동, 용현1동, 용현2동, 용현3동, 용현4동, 용현5동, 학익1동, 학익2동, 옥련동, 연수동, 동춘동      |
| 제15대               | 심정구(沈晶求) | 신한국당     | 1996년 5월 30일 - 2000년 5월 29일  | 남구 갑: 도화1동, 도화2동, 도화3동, 주안1동, 주안2동, 주안3동, 주안4동, 주안5동, 주안6동, 주안7동, 주안8동                              |
| 제15대               | 이강희(李康熙) | 신한국당     | 1996년 5월 30일 - 2000년 5월 29일  | 남구 을: 숭의1동, 숭의2동, 숭의3동, 숭의4동, 용현1동, 용현2동, 용현3동, 용현4동, 용현5동, 학익1동, 학익2동, 문학동                      |
| 제16대               | 민봉기(閔鳳基) | 한나라당     | 2000년 5월 30일 - 2004년 5월 29일  | 남구 갑: 도화1동, 도화2동, 도화3동, 주안1동, 주안2동, 주안3동, 주안4동, 주안5동, 주안6동, 주안7동, 주안8동                              |
| 제16대               | 안영근(安泳根) | 한나라당     | 2000년 5월 30일 - 2004년 5월 29일  | 남구 을: 숭의1동, 숭의2동, 숭의3동, 숭의4동, 용현1동, 용현2동, 용현3동, 용현4동, 용현5동, 학익1동, 학익2동, 문학동, 관교동              |
| 제17대               | 유필우(柳弼祐) | 열린우리당   | 2004년 5월 30일 - 2008년 5월 29일  | 남구 갑: 도화1동, 도화2동, 도화3동, 주안1동, 주안2동, 주안3동, 주안4동, 주안5동, 주안6동, 주안7동, 주안8동                              |
| 제17대               | 안영근(安泳根) | 열린우리당   | 2004년 5월 30일 - 2008년 5월 29일  | 남구 을: 숭의1동, 숭의2동, 숭의3동, 숭의4동, 용현1동, 용현2동, 용현3동, 용현4동, 용현5동, 학익1동, 학익2동, 문학동, 관교동              |
| 제18대 제19대 제20대 | 홍일표(洪日杓) | 한나라당     | 2008년 5월 30일 - 2020년 5월 29일  | 남구 갑: 도화1동, 도화2동, 도화3동, 주안1동, 주안2동, 주안3동, 주안4동, 주안5동, 주안6동, 주안7동, 주안8동                              |
| 제18대 제19대 제20대 | 윤상현(尹相現) | 한나라당     | 2008년 5월 30일 - 2020년 5월 29일  | 남구 을: 숭의1·3동, 숭의2동, 숭의4동, 용현1동, 용현2동, 용현3동, 용현4동, 용현5동, 학익1동, 학익2동, 문학동, 관교동                     |
| 제21대 제22대        | 허종식(許琮植) | 더불어민주당 | 2020년 5월 30일 ~ 현재             | 동구·미추홀구 갑: 미추홀구 도화1동, 도화2동, 도화3동, 주안1동, 주안2동, 주안3동, 주안4동, 주안5동, 주안6동, 주안7동, 주안8동, 동구 일원 |
| 제21대 제22대        | 윤상현(尹相現) | 무소속       | 2020년 5월 30일 ~ 현재             | 동구·미추홀구 을: 미추홀구 숭의1·3동, 숭의2동, 숭의4동, 용현1동, 용현2동, 용현3동, 용현4동, 용현5동, 학익1동, 학익2동, 문학동, 관교동   |

## 같이 보기
- 인천시의 국회의원
- 인천 남동구의 국회의원
- 인천 연수구의 국회의원
- 인천 동구의 국회의원
- 인천 서구의 국회의원
- 남구 갑 (인천)
- 남구 을 (인천)
- 동구·미추홀구 갑
- 동구·미추홀구 을